# А блок
А блок је насеље на Новом Београду, које је изграђено крајем 2019. године. Овај пословно-стамбени комплекс налази се у Блоку 67а.

## Опште карактеристике
Изградња стамбено-пословног комплекса А блок започела је у априлу 2014. године. Насеље је градила компанија Дека инжењеринг. Насеље се састоји од 23 стамбених ламела, 2 пословне зграде, хотела и малопродајног простора у приземљу зграда. Зелене површине простиру се око целог комплекса и међу зградама, на више од 9000 m2. Испод комплекса налази се подземна гаража на два нивоа.
Зграде одликују упечатљиве и благе фасаде које се састоје од опеке, самовентилирајуће фасадне облоге и бојене фасаде. У оквиру насеља постоје станови свих структура, од једнособнох до петособних, као и неколико пентхауса и станова у приземљу са баштама.

## Локација и саобраћај
А блок налази се у Блоку 67а на Новом Београду, оивичен је улицама Јурија Гагарина, Омладинских бригада, Уроша Мартиновића и Булеваром Црвене армије. Насеље се налази на око 4 km од центра Београда, а у његовој непосредној близини налази се Техничка школа Нови Београд, Делта сити, Дом здравља Нови Београд и ОШ „Младост”.
До насеља се може стићи градским превозом, у његовој близини саобраћа дванаест линија аутобуса и четири трамвајске линије које обезбеђује ГСП Београд.